# Eugenia pseudomalacantha
Eugenia pseudomalacantha är en myrtenväxtart som beskrevs av Carlos Maria Diego Enrique Legrand. Eugenia pseudomalacantha ingår i släktet Eugenia och familjen myrtenväxter. Inga underarter finns listade i Catalogue of Life.